# NGC 3256
NGC 3256是由兩個星系碰撞後形成的星系，在天球上位於船帆座。NGC 3256距離地球約1億光年，屬於長蛇-半人馬座超星系團。NGC 3256提供了一個在星系潮汐尾中研究年輕星團性質的模式。NGC 3256系統的中心位置隱藏了一對核心和一條混亂的帶狀塵埃區。而星系碰撞痕跡就像是從星系向外旋轉延長的兩個發光尾。NGC 3256是紅移值z小於0.01以內的星系中紅外線光譜部分最明亮者。

## 特徵

### 核心
NGC 3256有兩個核心：北核心和南核心在天球上相距5角秒，根據NGC 3256與地球的距離可得知兩者實際距離為850秒差距。核心在無線電波和中紅外線觀測影像中清晰可見，但南核心在可見光資料中被帶狀塵埃隱藏。兩個核心在星系合併的最終階段將會合併。Lipari等人基於僅在波長大於3.75 μm影像中觀測到的模糊結塊，認為有第三個星系核存在，他們認為這是核HII區。
有證據顯示北核心出現向外流動的電離氣體流，這被認為來自恆星大量形成的星爆現象產生的超高速恆星風。基於史匹哲太空望遠鏡和钱德拉X射线天文台的觀測資料，大山陽一等人表示NGC 3256的南核心是一個高度吸收光線的低亮度活动星系核，並且它的X射線連續光譜資料與典型的康普頓薄型西佛2型星系。

### 电离氢区
雖然NGC 3256擁有數量較其他交互作用星系少的7個HII區，這些區域的亮度極高，總輻射通量是蜘蛛星云的85倍，因此被認為內部有超星團存在。HII區域和X射線輻射區吻合，而這些X射線可能來自超新星遺跡和X射線聯星，這表示X射線來源可能是形成之初就存在於HII區域內部星團中的大質量恆星。而該星系HI區域物質的質量則表示這些物質可能是球狀星團的前身。

### 潮汐尾
NGC 3256有兩個明顯的潮汐尾結構。這兩個潮汐尾佔據了星系約75% 的HI區域，但也包含了一個中心區域的吸收特徵。Michael Rubrock等人發現這兩條潮汐尾擁有不同的顏色，代表內部分布恆星所屬星族不同。東方的潮汐尾內部恆星平均年齡約為8.41+1.25−1.57億年，並且星系交互作用發生以前該區域內部年齡相近恆星所占百分比更大。東方潮汐尾內也發現了數個年輕（一千萬年以下）低質量恆星，並觀測到強烈的星雲發射線特徵，這代表最近發生的小規模恆星快速生成。西方潮汐尾的恆星年齡分布大約是2.88+0.11−0.54億年，並且內部輻射主要來自星系交互作用後形成的恆星。兩個潮汐尾都擁有大量星團，尤其是西方的潮汐尾。

## 鄰近星系
NGC 3256屬於一個小規模的星系群，該星系群包含被潮汐力破壞的NGC 3263和NGC 3256C，以及其他約15個星系，以及破碎的HI區域。一些研究人員認為NGC 3256和NGC 3263分別在不同的星系群中形成，但兩者似乎很難在空間中加以區分，而且搜尋兩個不同星系群的演算法也被應用於在同一批資料中尋找不同星系群中相同類型的星系。NGC 3256星系群的特徵就是各成員星系之間存在星系規模的HI雲氣，被稱為船帆座雲（Vela Cloud），地球上觀測顯示船帆座雲和個別星系的關聯並不明顯，但也是星系群的一部分。
NGC 3256星系群屬於長蛇-半人馬座超星系團。

## 圖集

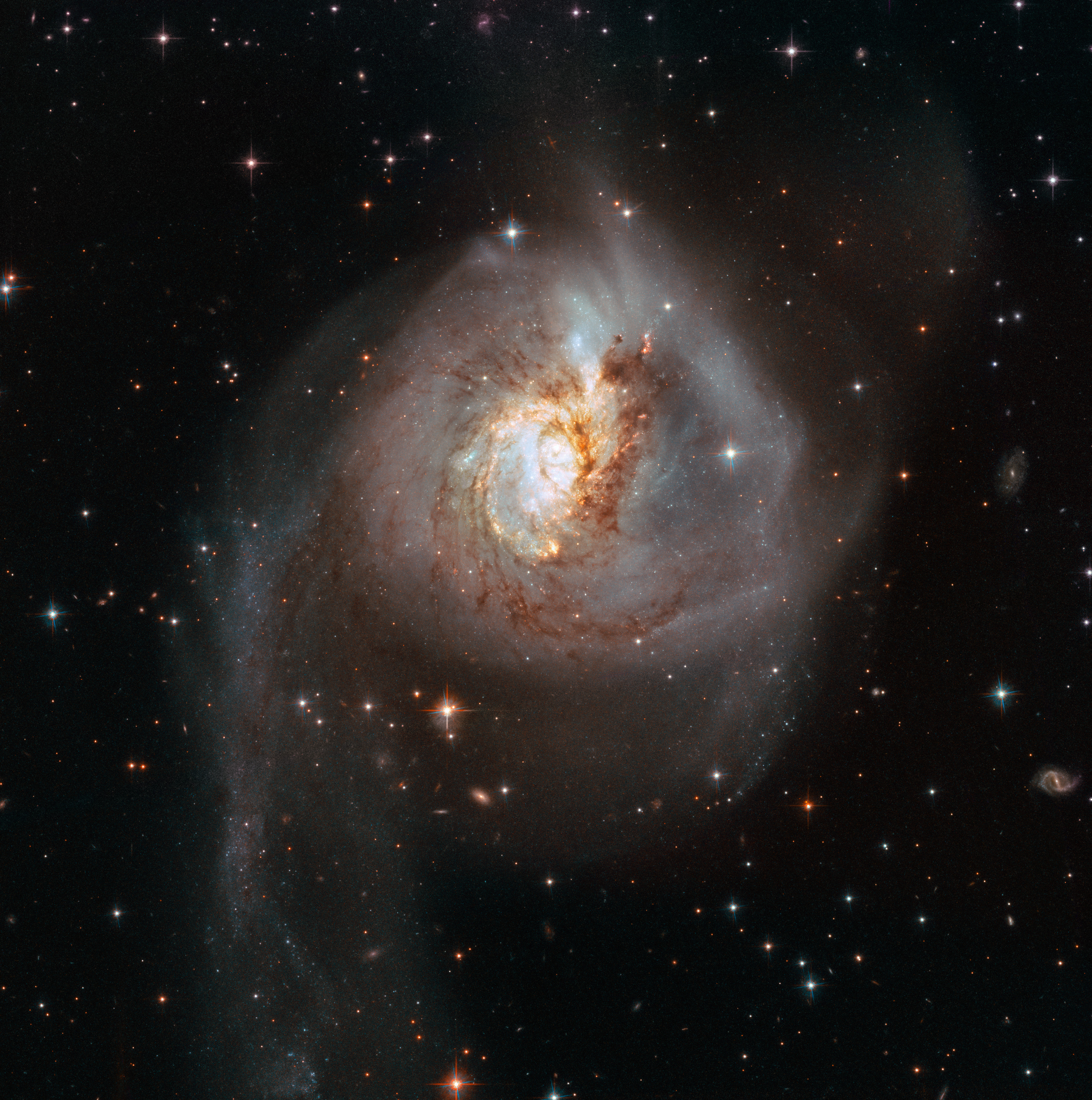
以哈伯太空望遠鏡的第三代廣域照相機和先進巡天照相機拍攝的NGC 3256[11]。

## 外部連結
- WikiSky上关于NGC 3256的内容：DSS2, SDSS, GALEX, IRAS, 氢α, X射线, 天文照片, 天图, 文章和图片